# ヴァケーション (競走馬)
ヴァケーション（欧字名:Vacation、2017年2月14日 - ）は、日本の競走馬。2019年の全日本2歳優駿の勝ち馬である。

## 戦績
2017年2月14日、北海道新冠町の前川隆範牧場で誕生し、2018年の北海道サマーセール1歳市場にて432万円（税込）で取引された。

### 2歳（2019年）
4月24日の能力試験を受験し、この日最速となる800メートルを50.8のタイムで合格。5月17日、川崎競馬場のスパーキングレビューでデビューし、1着。続く紅花特別も勝って連勝としたが、3か月の休養ののち出走した準重賞のゴ－ルドジュニアーでは3着に終わる。
船橋競馬場の平和賞は4番人気に甘んじたが、最後の直線で先頭に立って後続を突き放し、重賞初制覇を達成。12月の全日本2歳優駿でもテイエムサウスダンなどJRA勢を前に5番人気の支持にとどまったが、レースでは向こう正面から押し上げ、逃げたJRAのアイオライトをゴール寸前で差し切って優勝。南関東所属馬の優勝としてはフリオーソ以来13年ぶり、地元である川崎勢の優勝は初めてという記録づくめの勝利であった。一連の活躍から、NARグランプリ2019 2歳最優秀牡馬に選出された。

### 3歳（2020年）
京浜盃から始動。過去唯一敗戦を喫している大井コース、距離延長などの課題が多く、1番人気をJRAからの転入初戦となるコバルトウィングに譲った上、レースでも過去最低となる5着に敗れた。続く羽田盃は11頭立て9着と惨敗した。その後は休養に入り、9月の芙蓉賞で復帰、2着に6馬身差をつけられた3着に敗れる。戸塚記念は12着と初めての二桁着順に沈んだ。次走は名古屋に遠征し、秋の鞍に出走、鞍上は全日本2歳優駿で騎乗した吉原寛人が京浜盃以来の騎乗となる。レースは好位外目から脚を伸ばし、逃げ粘るステラモナークを1馬身半差し切って優勝。昨年の全日本2歳優駿以来となる重賞3勝目を飾った。その後は園田に遠征、楠賞は6着に敗れた。その後は休養に入る。

### 4歳（2021年）
4歳初戦、高知に遠征しダートグレード競走の黒船賞に出走するが、勝ち馬に5.3秒差をつけられた最下位に終わる。秋の鞍以来、2回目の名古屋遠征となった東海桜花賞は5着、久々に南関での競馬となったプリムローズ賞は2着に入る。その後は南関の重賞で凡走が続いた。

### 5歳（2022年）
水沢競馬場の畠山信一厩舎に移籍した。転入初戦は重賞の赤松杯。2番手を進み3コーナーで3番手に後退するも、直線再び盛り返して勝ち馬とクビ差の2着に入った。移籍2戦目のシアンモア記念は好位でレースを進め、逃げ粘るグランコージーをゴール前で交わし、4分の3馬身差をつけ優勝。久々の白星をあげた。続くみちのく大賞典は3着。前年3月の黒船賞以来のダートグレード挑戦となった7月のマーキュリーカップは中団から足を伸ばし、上位2頭には離されたが3着に食い込んだ。その後は南関東へ遠征してのスパーキングサマーカップが4着、盛岡開催のJpn1二戦はともに二桁着順に敗れた。暮れの桐花賞はノーブルサターンの2着惜敗。
結局この年は重賞1勝にとどまったが、地元岩手でのダートグレードでの好走もあり、2022年度の岩手競馬年度代表馬に選出された。

### 6歳（2023年）
6歳シーズン初戦、赤松杯はグローリーグローリに惜敗。続くシアンモア記念は7着に終わった。次走のみちのく大賞典は逃げの手を打つとそのまま後続を突き放し、後続に8馬身差をつける圧勝。約1年ぶりの勝利を飾る。その後、マーキュリーカップ7着、昨年と同じく遠征したスパーキングサマーカップ12着とそれぞれ敗退。トウケイニセイ記念はノーブルサターンの2着に入り、桐花賞は3着に敗れた。

### 7歳（2024年）
前年と同じく、赤松杯、シアンモア記念、みちのく大賞典のローテで出走。赤松杯3着、シアンモア記念3着と惜しい競馬が続いたが、連覇に挑んだみちのく大賞典は7着に敗れた。その後、金沢競馬場の金田一昌厩舎に転厩する。11月の移籍初戦、片町クリスマスツリー特別は3着。続く中日杯は10着と惨敗した。

## 競走成績
以下の内容は、netkeiba.comの情報に基づく。
| 競走日     | 競馬場 | 競走名                     | 格     | 距離（馬場）  | 頭 数 | 枠 番 | 馬 番 | オッズ （人気） | 着順 | タイム （上り3F） | 着差 | 騎手        | 斤量 [kg] | 1着馬（2着馬）       | 馬体重 [kg] |
| ---------- | ------ | -------------------------- | ------ | ------------- | ----- | ----- | ----- | --------------- | ---- | ----------------- | ---- | ----------- | --------- | -------------------- | ----------- |
| 2019.05.17 | 川崎   | スパーキングデビュー       |        | ダ0900m（良） | 6     | 6     | 6     | 001.30（1人）   | 01着 | R0:54.9（37.1）   | -1.6 | 0矢野貴之   | 54        | （フロントウイング） | 455         |
| 0000.06.12 | 川崎   | 紅花特別                   |        | ダ1400m（良） | 5     | 5     | 5     | 001.10（1人）   | 01着 | R1:33.1（41.5）   | -2.8 | 0矢野貴之   | 54        | （リナルディー）     | 452         |
| 0000.09.17 | 大井   | ゴールドジュニアー         | 準重賞 | ダ1400m（重） | 12    | 7     | 9     | 005.40（3人）   | 03着 | R1:29.3（40.7）   | -0.4 | 0真島大輔   | 55        | ストーミーデイ       | 462         |
| 0000.10.30 | 船橋   | 平和賞                     | SIII   | ダ1600m（不） | 13    | 4     | 4     | 005.20（4人）   | 01着 | R1:42.8（39.6）   | -0.5 | 0吉原寛人   | 55        | （マンガン）         | 468         |
| 0000.12.18 | 川崎   | 全日本2歳優駿              | JpnI   | ダ1600m（稍） | 13    | 2     | 2     | 008.80（5人）   | 01着 | R1:41.9（39.2）   | -0.0 | 0吉原寛人   | 55        | （アイオライト）     | 469         |
| 2020.03.18 | 大井   | 京浜盃                     | SII    | ダ1700m（稍） | 14    | 4     | 6     | 003.70（2人）   | 05着 | R1:49.5（39.2）   | -0.8 | 0吉原寛人   | 56        | ブラヴール           | 469         |
| 0000.04.29 | 大井   | 羽田盃                     | SI     | ダ1800m（稍） | 11    | 4     | 4     | 009.30（6人）   | 09着 | R1:55.1（39.4）   | -1.8 | 0御神本訓史 | 56        | ゴールドホイヤー     | 472         |
| 0000.09.01 | 川崎   | 芙蓉賞                     | 準重賞 | ダ2000m（良） | 11    | 4     | 4     | 003.00（2人）   | 03着 | R2:13.5（41.7）   | -1.7 | 0伊藤裕人   | 56        | ウタマロ             | 481         |
| 0000.09.16 | 川崎   | 戸塚記念                   | SI     | ダ2100m（稍） | 14    | 2     | 2     | 008.80（5人）   | 12着 | R2:19.8（43.1）   | -2.9 | 0矢野貴之   | 56        | ティーズダンク       | 479         |
| 0000.10.12 | 名古屋 | 秋の鞍                     | SPI    | ダ1400m（重） | 12    | 8     | 11    | 004.40（3人）   | 01着 | R1:29.1（38.3）   | -0.3 | 0吉原寛人   | 56        | （ステラモナーク）   | 473         |
| 0000.11.04 | 園田   | 楠賞                       | 重賞I  | ダ1400m（稍） | 12    | 5     | 6     | 003.50（2人）   | 06着 | 01:28.9（38.8）   | -1.1 | 0吉原寛人   | 56        | サロルン             | 476         |
| 2021.03.16 | 高知   | 黒船賞                     | JpnIII | ダ1400m（重） | 12    | 4     | 4     | 254.4（12人）   | 12着 | R1:32.9（43.4）   | -5.3 | 0宮川実     | 56        | テイエムサウスダン   | 484         |
| 0000.04.09 | 名古屋 | 東海桜花賞                 | SPI    | ダ1400m（良） | 12    | 7     | 9     | 003.00（5人）   | 05着 | R1:29.1（40.5）   | -1.3 | 0田中学     | 57        | トーセンレビュー     | 478         |
| 0000.05.11 | 浦和   | プリムローズ賞             | OP     | ダ1400m（良） | 12    | 6     | 8     | 003.30（2人）   | 02着 | R1:27.7（39.3）   | -0.3 | 0本田正重   | 57        | ティーズダンク       | 478         |
| 0000.05.26 | 川崎   | 川崎マイラーズ             | SIII   | ダ1600m（良） | 14    | 4     | 5     | 019.40（7人）   | 05着 | R1:40.5（39.8）   | -1.0 | 0森泰斗     | 57        | モジアナフレイバー   | 483         |
| 0000.06.15 | 川崎   | 川崎スパーキングスプリント | SIII   | ダ900m（良）  | 12    | 7     | 10    | 008.00（4人）   | 07着 | R0:53.9（36.6）   | -1.5 | 0森泰斗     | 57        | カプリフレイバー     | 482         |
| 0000.07.22 | 浦和   | プラチナC                  | SIII   | ダ1400m（良） | 11    | 8     | 11    | 032.60（8人）   | 09着 | R1:29.2（40.4）   | -2.5 | 0山崎誠士   | 58        | アンティノウス       | 484         |
| 0000.08.31 | 川崎   | スパーキングサマーC        | SIII   | ダ1600m（良） | 13    | 5     | 8     | 075.20（8人）   | 11着 | R1:43.6（41.0）   | -3.3 | 0左海誠二   | 57        | サルサディオーネ     | 481         |
| 2022.04.10 | 水沢   | 赤松杯                     | M3     | ダ1600m（良） | 10    | 5     | 5     | 010.00（4人）   | 02着 | R1:42.2（39.6）   | -0.1 | 0木村暁     | 57        | マイネルアストリア   | 497         |
| 0000.05.05 | 水沢   | シアンモア記念             | M1     | ダ1600m（良） | 10    | 6     | 6     | 005.90（4人）   | 01着 | R1:42.3（39.4）   | -0.1 | 0木村暁     | 57        | （グランコージー）   | 496         |
| 0000.06.19 | 水沢   | みちのく大賞典             | M1     | ダ2000m（稍） | 12    | 8     | 11    | 005.20（3人）   | 03着 | R2:07.9（39.1）   | -0.2 | 0村上忍     | 57        | ステイオンザトップ   | 496         |
| 0000.07.18 | 盛岡   | マーキュリーC              | JpnIII | ダ2000m（稍） | 14    | 1     | 1     | 228.0（10人）   | 03着 | R2:03.5（38.1）   | -1.0 | 0村上忍     | 54        | バーデンヴァイラー   | 491         |
| 0000.08.25 | 川崎   | スパーキングサマーC        | SIII   | ダ1600m（良） | 14    | 7     | 11    | 015.90（5人）   | 04着 | R1:41.9（40.3）   | -0.6 | 0村上忍     | 57        | フィールドセンス     | 490         |
| 0000.10.10 | 盛岡   | MCS南部杯                  | JpnI   | ダ1600m（不） | 16    | 5     | 10    | 260.9（11人）   | 12着 | R1:37.0（38.4）   | -2.4 | 0村上忍     | 57        | カフェファラオ       | 498         |
| 0000.11.03 | 盛岡   | JBCクラシック              | JpnI   | ダ2000m（良） | 15    | 2     | 3     | 387.6（11人）   | 10着 | R2:04.2（37.2）   | -2.1 | 0村上忍     | 57        | テーオーケインズ     | 495         |
| 0000.12.31 | 水沢   | 桐花賞                     | M1     | ダ2000m（重） | 12    | 8     | 11    | 002.60（2人）   | 02着 | R2:06.9（38.0）   | -0.1 | 0村上忍     | 57        | ノーブルサターン     | 484         |
| 2023.04.09 | 水沢   | 赤松杯                     | M3     | ダ1600m（重） | 8     | 1     | 1     | 003.30（2人）   | 02着 | R1:40.1（38.1）   | -0.1 | 0村上忍     | 57        | グローリーグローリ   | 491         |
| 0000.05.07 | 盛岡   | シアンモア記念             | M1     | ダ1600m（不） | 9     | 8     | 8     | 005.30（3人）   | 07着 | R1:37.7（37.5）   | -1.5 | 0村上忍     | 57        | ノーブルサターン     | 495         |
| 0000.06.20 | 水沢   | みちのく大賞典             | M1     | ダ2000m（良） | 12    | 2     | 2     | 006.10（4人）   | 01着 | R2:07.3（38.2）   | -1.3 | 0村上忍     | 57        | （スズカゴウケツ）   | 498         |
| 0000.07.17 | 盛岡   | マーキュリーC              | JpnIII | ダ2000m（重） | 13    | 3     | 3     | 060.80（6人）   | 07着 | R2:05.1（40.0）   | -3.3 | 0村上忍     | 54        | ウィルソンテソーロ   | 498         |
| 0000.08.23 | 川崎   | スパーキングサマーC        | SIII   | ダ1600m（良） | 14    | 8     | 13    | 033.70（8人）   | 12着 | R1:44.7（42.0）   | -1.9 | 0村上忍     | 57        | スマイルウィ         | 492         |
| 0000.12.03 | 水沢   | トウケイニセイ記念         | M2     | ダ1600m（重） | 12    | 5     | 5     | 005.80（4人）   | 02着 | R1:39.6（39.1）   | -0.3 | 0村上忍     | 57        | ノーブルサターン     | 502         |
| 0000.12.31 | 水沢   | 桐花賞                     | M1     | ダ2000m（重） | 10    | 7     | 8     | 002.90（2人）   | 03着 | R2:09.7（38.0）   | -0.7 | 0村上忍     | 57        | ノーブルサターン     | 503         |
| 2024.04.14 | 水沢   | 赤松杯                     | M3     | ダ1600m（良） | 12    | 6     | 7     | 004.20（3人）   | 03着 | R1:41.6（39.1）   | -0.6 | 0村上忍     | 57        | グランコージー       | 500         |
| 0000.05.12 | 盛岡   | シアンモア記念             | M1     | ダ1600m（良） | 8     | 6     | 6     | 008.40（4人）   | 02着 | R1:38.8（38.1）   | -0.2 | 0村上忍     | 57        | グランコージー       | 495         |
| 0000.06.23 | 水沢   | みちのく大賞典             | M1     | ダ2000m（稍） | 12    | 4     | 4     | 002.70（2人）   | 07着 | R2:10.0（40.8）   | -1.5 | 0村上忍     | 57        | ヒロシクン           | 495         |
| 0000.11.05 | 金沢   | 片町クリスマスツリー特別   | A1二   | ダ1400m（重） | 7     | 2     | 2     | 009.90（3人）   | 03着 | R1:27.7（37.4）   | -0.6 | 0青柳正義   | 56        | ハクサンパイオニア   | 503         |
| 0000.12.01 | 金沢   | 中日杯                     | 重賞   | ダ2000m（不） | 12    | 8     | 11    | 036.90（4人）   | 10着 | R2:09.9（41.1）   | -3.6 | 0青柳正義   | 58        | マリンデュンデュン   | 503         |

- 競走成績は2024年12月1日現在

## 血統表
| ヴァケーションの血統            | ヴァケーションの血統                              | ヴァケーションの血統                              | （血統表の出典）                                  | （血統表の出典）        |
| 父系                            | ヘイロー系                                        | ヘイロー系                                        | ヘイロー系                                        | [ § 2 ]                 |
| 父 エスポワールシチー 2005 栗毛 | 父の父ゴールドアリュール 1999 栗毛                | *サンデーサイレンス                               | Halo                                              | Halo                    |
| 父 エスポワールシチー 2005 栗毛 | 父の父ゴールドアリュール 1999 栗毛                | *サンデーサイレンス                               | Wishing Well                                      |                         |
| 父 エスポワールシチー 2005 栗毛 | 父の父ゴールドアリュール 1999 栗毛                | *二キーヤ                                         | Nureyev                                           | Nureyev                 |
| 父 エスポワールシチー 2005 栗毛 | 父の父ゴールドアリュール 1999 栗毛                | *二キーヤ                                         | Reluctant Guest                                   |                         |
| 父 エスポワールシチー 2005 栗毛 | 父の母エミネントシチー 1999 鹿毛                  | *ブライアンズタイム                               | Roberto                                           | Roberto                 |
| 父 エスポワールシチー 2005 栗毛 | 父の母エミネントシチー 1999 鹿毛                  | *ブライアンズタイム                               | Kelley's Day                                      |                         |
| 父 エスポワールシチー 2005 栗毛 | 父の母エミネントシチー 1999 鹿毛                  | ヘップバーンシチー                                | *ブレイヴェストローマン                           | *ブレイヴェストローマン |
| 父 エスポワールシチー 2005 栗毛 | 父の母エミネントシチー 1999 鹿毛                  | ヘップバーンシチー                                | コンパルシチー                                    |                         |
| 母 テンノベニバラ 2000 栗毛     | 母の父サッカーボーイ 1985 栃栗毛                  | *ディクタス                                       | Sanctus                                           | Sanctus                 |
| 母 テンノベニバラ 2000 栗毛     | 母の父サッカーボーイ 1985 栃栗毛                  | *ディクタス                                       | Doronic                                           |                         |
| 母 テンノベニバラ 2000 栗毛     | 母の父サッカーボーイ 1985 栃栗毛                  | ダイナサッシュ                                    | *ノーザンテースト                                 | *ノーザンテースト       |
| 母 テンノベニバラ 2000 栗毛     | 母の父サッカーボーイ 1985 栃栗毛                  | ダイナサッシュ                                    | *ロイヤルサッシュ                                 |                         |
| 母 テンノベニバラ 2000 栗毛     | 母の母フェートグリン 1987 鹿毛                    | *フェートメーカー                                 | Swaps                                             | Swaps                   |
| 母 テンノベニバラ 2000 栗毛     | 母の母フェートグリン 1987 鹿毛                    | *フェートメーカー                                 | A-Bee Ba-Bee                                      |                         |
| 母 テンノベニバラ 2000 栗毛     | 母の母フェートグリン 1987 鹿毛                    | トチノミドリ                                      | *グレートヘロン                                   | *グレートヘロン         |
| 母 テンノベニバラ 2000 栗毛     | 母の母フェートグリン 1987 鹿毛                    | トチノミドリ                                      | ナスノグリーン                                    |                         |
| 母系(F-No.)                     | グリーンウォーター系(FN:14-a)                     | グリーンウォーター系(FN:14-a)                     | グリーンウォーター系(FN:14-a)                     | [ § 3 ]                 |
| 5代内の近親交配                 | Northern Dancer：5×5、Hail to Reason：5･5（父内） | Northern Dancer：5×5、Hail to Reason：5･5（父内） | Northern Dancer：5×5、Hail to Reason：5･5（父内） | [ § 4 ]                 |
| 出典                            | 1. 2. 3. 4.                                       | 1. 2. 3. 4.                                       | 1. 2. 3. 4.                                       | 1. 2. 3. 4.             |